# Richard Schnauder
Georg Richard Schnauder (Dresda, 12 gennaio 1886 – Dresda, 28 maggio 1956) è stato uno scultore e disegnatore tedesco.

## Biografia
Richard Schnauder era figlio dello scultore Reinhard Schnauder (1856-1923). Lavorò, da giovane, nello studio di suo padre e apprese le basi per il suo successivo lavoro artistico. Successivamente studiò all'Accademia d'arte di Dresda  con J. Large, Ernst Julius Hähnel e successivamente alla Scuola di arti applicate di Parigi. I suoi viaggi di studio lo portarono a Parigi e a Roma. In seguito tornò a Dresda ed aprì un suo studio. Visse in Ziegelstrasse 16 e aveva lo studio in Elisenstrasse. A causa delle molteplici devastanti incursioni di bombardamenti su Dresda, nel 1945, perse il suo appartamento, il suo studio e tutte le sue opere. Ricominciò con grande difficoltà nella città distrutta, anche perché non era in buoni rapporti con i nuovi governanti comunisti. Tuttavia, lavorò come consulente artistico alla ricostruzione della città. Le sue opere erano principalmente piccole sculture, ritratti e arte cimiteriale.

## Opere (selezione)

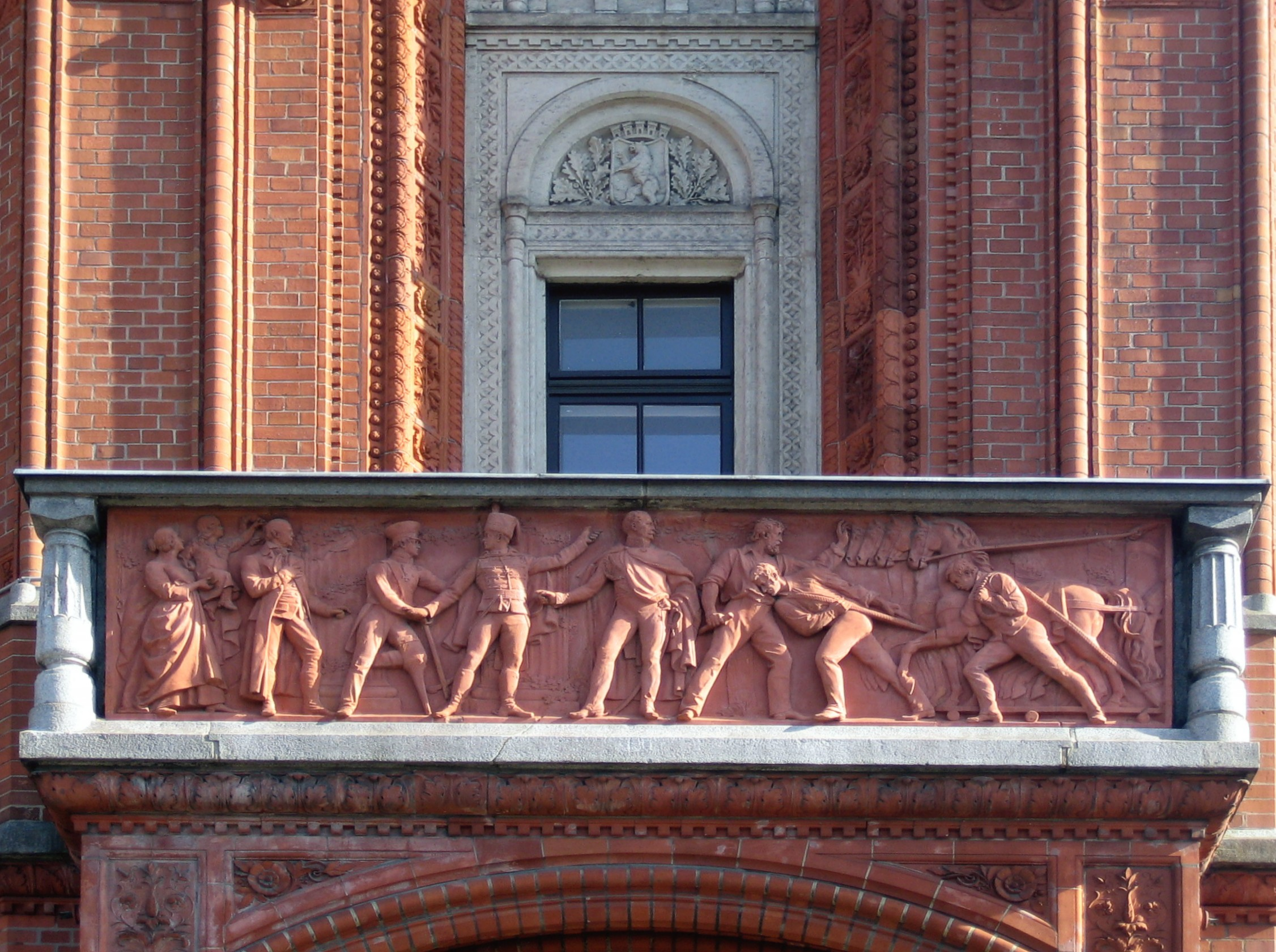
Municipio Rosso di Berlino. Dettaglio della facciata con rilievo in terracotta con scene della storia di Berlino.

- Gruppo di putti presso l' edificio dell'Accademia d'arte di Dresda
- 1924: scultura in bronzo di aquila, altezza 55 cm
- 1937: monumento del reggimento di fanteria KS 177 per le sue 3376 vittime della prima guerra mondiale, scultura in bronzo, Marienallee 14, Dresda, rimossa nel 1946
- Figura in bronzo, giovane calciatore dorato su base di marmo, altezza 33,5 cm, proprietà privata.
- Grande medaglione in bronzo di Richard Wagner, patinato, 22 cm.
- Figure di ragazzi nella balaustra dell'estensione della Schauspielhaus di Dresda
- Restauro del fregio in terracotta al Municipio Rosso di Berlino con lo scultore di Dresda Hansfritz Werner (1952–1954)